# Oxira reducta
Oxira reducta là một loài bướm đêm trong họ Noctuidae.